# Giuliana Lojodice
Giuliana Lojodice (nacida el 12 de agosto de 1940) es una ex actriz italiana de teatro, televisión y cine.

## Biografía
Nacida en Bari, a los siete años Lojodice se trasladó a Roma con sus padres y sus tres hermanos, cuando su padre, abogado, fue nombrado director general de la empresa pública INAIL . A los catorce años comenzó a hacer audiciones de actuación, y en 1955 hizo su debut actoral, elegida por Luchino Visconti para un papel secundario en la obra de teatro Il crogiuolo. A los 16 años, Lojodice se matriculó en la Accademia Nazionale di Arte Drammatica Silvio D'Amico sin terminar el curso. En 1958 debutó en un papel principal, reemplazando a Monica Vitti .(que tuvo contrastes con el director Giacomo Vaccari) en el drama televisivo L'imbroglio .
Luego de una relación sentimental con el actor y director Leopoldo Trieste y un matrimonio fallido con el actor de teatro Mario Chiocchio, a mediados de la década de 1960 inició con su entonces esposo Aroldo Tieri una larga relación sentimental y profesional que se prolongó hasta su muerte en 2006. 
Activa en cine, teatro, televisión, radio, fotoromanzi y publicidad, Lojodice es también una actriz de doblaje y doblaje muy activa; fue la voz narradora durante la gira de 2004 Cattura il sogno de Renato Zero. También fue anfitriona de la edición de 1964 del Festival de Música de Sanremo junto con Mike Bongiorno . 
Su hermana Leda es coreógrafa. Tiene dos hijos de su primer matrimonio.